# Kōsuke Kikuchi
Kōsuke Kikuchi (jap. 菊地光将 Kikuchi Kōsuke; ur. 16 grudnia 1985 w Koshigayi) – japoński piłkarz występujący na pozycji obrońcy. Obecnie występuje w Omiya Ardija.

## Kariera klubowa
Od 2008 roku występował w klubach Kawasaki Frontale i Omiya Ardija.